# Piittisjärvi
Piittisjärvi är en sjö i Finland. Den ligger i kommunen Ranua i landskapet Lappland, i den norra delen av landet, 700 km norr om huvudstaden Helsingfors. Piittisjärvi ligger 165,9 meter över havet. Arean är 1,76 kvadratkilometer och strandlinjen är 18,31 kilometer lång. Sjön  ingår i Kemi älvs huvudavrinningsområde. 